# هنري نيكلسون
هنري نيكلسون (بالإنجليزية: Henry Nicholson)‏ (1832 بإنجلترا في المملكة المتحدة - 20 يناير 1858 في مالطا) هو لاعب كريكت بريطاني (وحمل سابقاً جنسية المملكة المتحدة لبريطانيا العظمى وأيرلندا). لعب مع نادي مقاطعة ساسكس للكركيت ‏.

## وصلات خارجية
- هنري نيكلسون على موقع إي آس بي آن كريك إنفو (الإنجليزية)